# Площадь Героев Майдана
Площадь Героев Майдана (укр. Площа Героїв Майдану) — центральная площадь города Днепр в Украине.

## История
Создание центральной площади было обусловлено ещё генеральным планом города Екатеринослава от 1817 года. Однако сама застройка площади началась 1840-50-х годах. На возвышении у площади был построен Троицкий храм, у подножия которого обосновался одноимённый рынок. На плане города 1850 года была обозначена уже сформированная площадь. Однако она не имела названия и была фактически занята рынком. В 1880-х годах рынок был кардинально перестроен — с его территории выводят привоз и барахолку, сокращают объемы выносной торговли, возводят новые 1-2-этажные корпуса торговых рядов, формируются 3-х и 4-х этажные здания.
По приходе советской власти территория площади практически не потерпела перемен. В генплане города Днепропетровска от 1933 года предусматривал создание здесь центральной площади с Домом Советов. Идея была закреплена в генплане 1941 года, который из-за начавшейся войны не был реализован. В плане Днепропетровска 1947 года опять-таки есть проект создания Центральной площади. Авторы послевоенного «Проекта восстановления проспекта им. Карла Маркса в Днепропетровске» (1947 год, руководитель Б. И. Белозерский) представляли Центральную площадь курдонером, образованным группой общественных зданий. Авторы проекта хотели его сделать полукруглым, выделенным ажурной колоннадой. Бульвар, проходивший через площадь, был убран, а трамвайные пути были пущены в обход. На площади было размещено Министерство чёрной металлургии УССР. В 1957 году, накануне 40-летия Октябрськой революции, на площади был установлен памятник Ленину и площадь получила своё первое название — площадь Ленина.
Вечером 22 февраля 2014 года на площади собрались сторонники Евромайдана и самостоятельно демонтировали памятник Ленину. В тот же день в 20:25 Днепропетровский городской совет большинством голосов принял решение о переименовании площади Ленина в площадь Героев Майдана. В первые дни на постаменте бывшего памятника разместился импровизированный мемориал памяти погибших участников Евромайдана. Со временем постамент был демонтирован, а на его месте установлена клумба.
В последующие году на площади находились некоторые торговые точки, а главная ёлка города была перенесена из парка Лазаря Глобы на площадь Героев Майдана